# MS-07系列机动战士
MS-07系列机动战士，代號老虎（拉丁字母：Gouf／日语：）是使用UC纪元世界观的动画鋼彈系列作品中出现的一种虚构兵器。
在一年戰爭初期，地球聯邦軍並沒有機動戰士，吉恩公國因而將其制式裝備MS-06 薩克Ⅱ的換裝時間大為推遲。此後一段時期內，吉恩軍陸上力量並無新式MS服役，所用兵器大抵為陸戰型薩克Ⅱ（MS-06J）及其變種而已。然而此後不久，在與高达進行的激烈戰鬥中，吉恩公國發現薩克Ⅱ的性能已經落後，开始寻求一种更有战斗力的地面用MS（扎古Ⅱ的开发初衷是宇宙用MS）。於是幾種緊急MS性能提高方案即被拿上議程。在這種情況下，吉恩最大的MS製造企業吉翁尼克社（Zeonic）的工程師們，推出了他們設計的一種新型陸戰專用MS－古夫來代替薩克Ⅱ。

## YMS-07 原型古夫（プロトタイプグフ）
YMS-07A 原型古夫基本上是在薩克Ⅱ的平台上研製而成。兩者具有相似的機體外形，但古夫在多方面是改進性能的新設計。原型古夫的主武器是一挺安裝在左臂上的5聯裝75mm機關鎗，和一條觸手似的的熱能鞭。但這些武器實際上直到第二台古夫原型機YMS-07B製造完成後才全部開發出來。
YMS-07B在腿部安裝了額外的推進器以增加MS的機動能力，尤其是跳躍性能。在設計上YMS-07B幾乎與最終的量產型古夫MS-07B完全相同。

## MS-07A 老虎（先行量產型）
在制造出YMS-07A 原型老虎并成功进行了地面测试之后，第一种型号的老虎－MS-07A诞生了。MS-07A是一种主要用于训练机师的非战斗用MS，它没有真正的量产型老虎所具有的几种标准武器装备，如75mm机关枪、盾牌、和安装于右手的热能鞭。少数A型被那些极度缺乏MS的吉恩军团直接用来作战。

## MS-07B 老虎
MS-07系列真正的具有完备功能的量产型是MS-07B。MS-07B 老虎装备了75mm机关枪和热能鞭，后者既可以作为一种热能武器杀伤敌人也可以用于缠住敌人并电击。它还装备了一种很宽的热能马刀，作为比扎古Ⅱ的热能斧更有力的格斗武器使用。老虎也可以直接使用扎古Ⅱ的标准武器，如120mm机关枪和280mm火箭筒。
吉恩公国的王牌机师“青色巨星”蘭巴在駕駛一架YMS-07B 老虎突襲白色基地時與由阿姆罗·雷所駕駛的高达（RX-78-2）交戰，最後被阿姆罗·雷擊破（機動戰士高达TV版第19話：蘭巴·拉爾特攻）。
老虎相对于扎古Ⅱ的进步主要是在防护力方面，但这种进步无法与为此付出的成本增加相称，而且整个MS的机动性也因为装甲的加强而受到影响。老虎的产量最终因另一种更有效率的机动战士大魔的开发成功而被削减了。

## MS-07B-3 老虎强化特装型（グフカスタム）
老虎强化特装型在标准型的MS-07B基础上强化了远程作战能力。左手的75mm機關槍被取消，以普通的机械手指取代，并在手背上安装了排成一列的3連装35mm机关枪。热能鞭被更先进的有线制导电磁扒索装置代替，它的端部具有强磁性。MS-07B3最后的重大改进是配备了一门可随时卸下的6管75mm加特林机关枪，它位于MS左臂的盾下方，也可以使用标准的热能马刀。
在OVA机动战士高达 第08MS小队中，MS-07B3在王牌机师諾利斯·帕卡多（ノリス・パッカード）大佐驾驶下发挥了强大的作战效能。在这场发生于东南亚战场上的战斗中，諾利斯力图击毁联邦的远程炮击用MSRX-75 钢坦克，以掩护满载伤兵的吉恩凯鲁格连号运输舰逃离地球，最後與天田士郎（シロー·アマダ）所駕駛的RX-79(G) 鋼彈Ez-8战斗中牺牲。

## MSV

### MS-07B 老虎（马·可贝专用机）
是一年战争时期吉恩在乌克兰的敖德萨采矿基地的指挥官马·可贝（マ·クベ）上校的专用座机，其基本装备与标准型古夫相同。

### MS-07C-3 重装备型老虎（グフ重装型）
作为吉恩公国数量庞大的老式机动战士陸戰型扎古Ⅱ (MS-06J) 的替代品，MS-07B 量產型老虎在使用中实际上并没达到设计者预期的效果，尤其在对付远程目标时老虎缺乏有效的武器。为了改善这种情况，吉恩军开始发展一些特殊型号的老虎，如MS-07C-3 重装备型老虎。
MS-07C-3的服役数量很少，且主要用于欧洲战场。MS-07C-3取消了作为格斗武器的右臂热能鞭，代之以两臂都装备重火力的5联装85mm机关枪，并佩以更大的弹匣。作为近程防御和火力支援之用，MS-07C-3也在其头部安装了一支单管30mm机关枪。然而，这些新装备大大增加了MS的自身重量，以致于为补偿因超重而损失的机动性，MS-07C-3必须在腿部安装更多推进器。

### MS-07C-5 老虎测试型
为了开发一种新式地面优势MS，吉恩公國的军火生产企业索伊曼德社将一台标准型的MS-07 老虎作为改装平台，对其进行大幅改进设计，被命名为MS-07C-5 老虎测试型。MS-07C-5的腿部安装了许多附加推进器，这些推进器提供了额外的推力使MS可在地面上作短距离浮行。MS-07C-5還配備一把比量產型老虎大得多的電熱劍作近身格鬥戰之用。
在一年战争中只制造过一台MS-07C-5。它被作为新型MS使用技术的验证平台，从未参加过实战。对MS-07C-5进行的测试为索伊曼德社设想的几种新技术提供了数据支持，从而帮助他们发展出真正的新式机动战士MS-09 大魔。

### MS-07H 老虎飞行测试型（グフ飛行試験型）
在吉恩公国开始利用机动战士进行地球降下作战后，他们很快发觉在宇宙空间的無重力环境中威力惊人的MS在地球的重力环境下遇到了巨大的困难。在地面作战时，MS的作战效能无法完全发挥，相反它们巨大的体积使它们成了移动缓慢、容易击中的靶子。这促使吉恩的武器设计者们开始策划一种能够在大气层内持续飞行的MS设计，以提供地球战斗中所需要的机动性。
4台地面作战用机动战士MS-07 老虎被作为实验平台，进行大量改造后成为了老虎飞行测试型—MS-07H。工程师们在老虎的背包上安装了翅膀状的装置作为空气动力学所需要的控制面，同时在其每条腿上安装了一对巨大的热核喷气发动机以提供飞离地面所需的推力。这4台测试机开始被部署在吉恩的加利福尼亚基地，但后来被转移到了吉恩位于亚利桑那州的空军基地，在那里进行了两周紧张的飞行测试。
MS-07H确实实现了大气层内飞行的目标，但它的设计尤其是动力系统由于技术不成熟而有严重的缺陷。在经过4周的实验之后，频繁的试飞事故使得只剩一台MS-07H还能飞。这台机体被换装了一套新型的、更高性能的动力系统，并赋予一个新代号，MS-07H-4。然而，MS-07H-4在其试飞的第10天就因为多台发动机发生故障而在空中爆炸，导致试飞员弗兰克·贝尔纳尔丧生。在发生了这次事故之后，吉恩军方决定彻底放弃这种不成熟的设计，一切官方的可飞行MS的开发计划都被终止。

### MS-07H8 古夫飛行型
虽然官方的计划被取消，一些非官方的大气层内飞行MS开发计划仍在暗中进行。其中一个计划最终研制出MS-07H8 飞行型老虎，相比于MS-07H它在某些地方算是取得了成功。

「MS-07H8 古夫飛行型」是「MS-07H 古夫飛行測試型」的最終機型，此系列機的開發理念是將MS運輸機「德戴YS」的飛行能力結合在「古夫」身上，使大氣圈內的戰場獲取更多優勢，經過異常多次的試驗、修改後才終於完成。

古夫飛行型配備古夫重裝型的武裝，配置大型推進器而巨大化的雙肩、雙腳是其特色，巨大的推力能在空中短暫飛行、機動性也相當高，在複雜的地形下能夠執行立體戰術進行突襲。然而此機正式完成時，一年戰爭的戰場也逐漸轉移到宇宙，最終只生產了極少數量。

在一年战争结束后，被吉恩公国遗置在地球上的为数不多的MS-07H8都被联邦军所接收。到了UC 0087年，少量MS-07H8被迪坦斯部署在联邦军前总部所在地贾布罗。但主要是执行防禦作战任务而不是飞行。

## 延伸閱讀
- モビルスーツ全集 4 MS-07/09 グフ&ドムBOOK（機動戰士鋼彈造型解說讀本No.4：MS-07/09，日文），雙葉社，2011年，ISBN 978-4-575-46461-0

1. 1 2  愛玩犀牛. . 玩具人.   [2023-11-17]. （原始内容存档于2023-11-17）.